# Iñaki Cabasés
Ignacio Cabasés Hita, conocido como Iñaki Cabasés, (Pamplona, 15 de febrero de 1952) es un político navarro, miembro de la coalición Geroa Bai, y de ideología nacionalista, vasquista y de izquierda. Ha sido parlamentario foral por el Partido Nacionalista Vasco (PNV), posteriormente por Eusko Alkartasuna y, durante el gobierno socialista de Javier Otano, fue Vicepresidente Segundo del Gobierno de Navarra y Consejero de Industria, Comercio y Turismo.
Fue militante del PNV y posteriormente de Eusko Alkartasuna (EA) entre su fundación en 1986 hasta febrero de 2011, cuando esta formación quedó fuera de la coalición Nafarroa Bai. Fue  concejal y portavoz adjunto de Geroa Bai en el Ayuntamiento de Pamplona durante el periodo 2015-2019.

## Parlamento de Navarra-
Iñaki Cabasés es un veterano político navarro, que fue parlamentario foral al encabezar la lista del PNV a las Elecciones al Parlamento de Navarra de 1983. Encabezó también las listas al parlamento de Navarra, en este caso por EA, en las elecciones de 1987, 1991 y 1995. Como parlamentario foral, su labor ha destacado en la defensa de la identidad de Navarra y del euskera. Abertzale moderado y de ideología vasquista de izquierdas,su carácter moderado ha sido una de sus características en su paso por el parlamento foral.
En 1995, siendo candidato por EA consiguió dos escaños de los 50 que componen la cámara navarra. Apoyó la investidura del candidato socialista al Gobierno de Navarra, Javier Otano, al igual que  Convergencia de Demócratas de Navarra (CDN), formando un gobierno triparito. De este gobierno formado por Partido Socialista de Navarra (PSN), EA y CDN Iñaki Cabasés fue Vicepresidente Segundo del Gobierno de Navarra y Consejero de Industria, Comercio y Turismo.
Tras la dimisión de Otano en 1996, y la conformación del nuevo gobierno de UPN presidido por Miguel Sanz, continuó hasta el final de su legislatura como parlamentario.

## Ayuntamiento de Pamplona
En las elecciones municipales de 1999 y 2003, encabezó la lista por Eusko Alkartasuna al Ayuntamiento de Pamplona, resultando elegido concejal
De cara a las elecciones municipales de 2007 Eusko Alkartasuna formó parte de la coalición Nafarroa Bai, correspondiéndole el nombramiento del cabeza de lista de la lista al Ayuntamiento de Pamplona. EA decidió ceder el puesto a la independiente Uxue Barkos, por lo que el segundo puesto en la lista fue ocupado por Iñaki Cabasés por Eusko Alkartasuna.
En las elecciones municipales de 2007, Nafarroa Bai consiguió 8 de los 27 concejales que componen la capital navarra, siendo elegido concejal y nombrado portavoz adjunto. Su papel tuvo especial relevancia en el grupo municipal al compaginar Uxue Barkos su labor de concejal con la de diputada en el Congreso de los Diputados. 
En febrero de 2011, EA quedó fuera de la coalición Nafarroa Bai 2011 formada por Aralar,  PNV e independientes para los comicios del 22 de mayo de 2011. Sin embargo Cabasés aceptó el segundo puesto en la lista de Nafarroa Bai 2011 tras Uxue Barkos y se dio de baja en Eusko Alkartasuna, partido en el que había militado desde su fundación. Al obtener NaBai 2011 un total de 7 concejales, fue nuevamente elegido como concejal.